# Lijst van gemeentelijke monumenten in Deurne
De gemeente Deurne heeft 56 gemeentelijke monumenten. Hieronder een overzicht. 

## Deurne
De plaats Deurne kent 36 gemeentelijke monumenten:
| Object                                                    | Bouwjaar                                | Architect | Locatie                       | Coördinaten                   | Nr.        | Afbeelding                                                |
| --------------------------------------------------------- | --------------------------------------- | --------- | ----------------------------- | ----------------------------- | ---------- | --------------------------------------------------------- |
| Langgevelboerderij Sint-Janshoeve                         | 1928                                    |           | Bakelseweg 54                 | 51° 28' 55" NB, 5° 46' 40" OL | 0762/WN001 | Langgevelboerderij Sint-Janshoeve                         |
| Woonhuis                                                  | 1939                                    |           | Burgemeester Van Beekstraat 5 | 51° 27' 43" NB, 5° 47' 36" OL | 0762/WN002 | Woonhuis                                                  |
| Woonhuis                                                  | 1939                                    |           | Burgemeester Van Beekstraat 7 | 51° 27' 43" NB, 5° 47' 36" OL | 0762/WN003 | Woonhuis                                                  |
| Woonhuis                                                  | 1938                                    |           | Burgemeester Van Beekstraat 9 | 51° 27' 42" NB, 5° 47' 37" OL | 0762/WN004 | Woonhuis                                                  |
| Langgevelboerderij                                        | 1947                                    |           | Griendtsveenseweg 68          | 51° 26' 54" NB, 5° 50' 58" OL | 0762/WN055 | Upload foto                                               |
| Langgevelboerderij                                        | 1904                                    |           | Haageind 3                    | 51° 27' 60" NB, 5° 47' 51" OL | 0762/WN005 | Langgevelboerderij                                        |
| Langgevelboerderij                                        | 1880                                    |           | Haageind 27                   | 51° 28' 5" NB, 5° 47' 59" OL  | 0762/WN006 | Langgevelboerderij                                        |
| Voormalige bioscoop Bio Vink                              | 1942                                    |           | Helmondseweg 2-2a             | 51° 27' 51" NB, 5° 47' 38" OL | 0762/WN007 | Voormalige bioscoop Bio Vink                              |
| Baarhuisje en/op N.H. kerkhof                             | 1874                                    |           | Bij Helmondseweg 5            |                               | 0762/WN008 | Baarhuisje en/op N.H. kerkhof                             |
| Voormalige N.H. pastorie                                  | 1823, verbouwd in 1873                  |           | Helmondseweg 20               | 51° 27' 50" NB, 5° 47' 31" OL | 0762/WN009 | Voormalige N.H. pastorie                                  |
| Hallenhuisboerderij                                       | 1994 (reconstructie)                    |           | Kouwenhoekseweg 9             | 51° 28' 32" NB, 5° 47' 15" OL | 0762/WN010 | Hallenhuisboerderij                                       |
| Hallenhuisboerderij                                       | 1994 (reconstructie)                    |           | Kouwenhoekseweg 11            | 51° 28' 32" NB, 5° 47' 14" OL | 0762/WN053 | Hallenhuisboerderij                                       |
| Langgevelboerderij                                        | 1916                                    |           | Kouwenhoekseweg 13            | 51° 28' 35" NB, 5° 47' 17" OL | 0762/WN054 | Langgevelboerderij                                        |
| Voormalige brouwerij de Zon                               | 1850??                                  |           | Lagekerk 8                    | 51° 27' 38" NB, 5° 47' 29" OL | 0762/WN011 | Voormalige brouwerij de Zon                               |
| Pomp aan de Lagekerk                                      | 1953                                    |           | Lagekerk                      | 51° 27' 38" NB, 5° 47' 33" OL | 0762/WN012 | Pomp aan de Lagekerk                                      |
| Langgevelboerderij / keuterboerderij                      | 1870                                    |           | Liesselseweg 177              | 51° 26' 42" NB, 5° 48' 8" OL  | 0762/WN013 | Langgevelboerderij / keuterboerderij                      |
| Langgevelboerderij                                        | Circa 1910                              |           | Liesselseweg 213              | 51° 26' 23" NB, 5° 48' 16" OL | 0762/WN014 | Langgevelboerderij                                        |
| Woonhuis en bakkerij                                      | 1827                                    |           | Lindenlaan 47                 | 51° 27' 47" NB, 5° 47' 52" OL | 0762/WN015 | Woonhuis en bakkerij                                      |
| Maria-Vredeskapel                                         | 1944                                    |           | Mariapad 1                    | 51° 28' 14" NB, 5° 48' 20" OL | 0762/WN016 | Maria-Vredeskapel                                         |
| Voormalige herberg de Zwaan met stalling                  | circa 1880??                            |           | Markt 8                       | 51° 27' 51" NB, 5° 47' 40" OL | 0762/WN017 | Voormalige herberg de Zwaan met stalling                  |
| Kerkhof Deurne-centrum                                    | 11e eeuw? (grafmonumenten 19e-20e eeuw) |           | Bij Markt 9                   |                               | 0762/WN018 | Kerkhof Deurne-centrum                                    |
| Woonhuis                                                  | 1887                                    |           | Oude Martinetstraat 11        | 51° 27' 46" NB, 5° 47' 42" OL | 0762/WN019 | Woonhuis                                                  |
| Woonhuis                                                  | circa 1920                              |           | Martinetstraat 30             | 51° 27' 43" NB, 5° 47' 39" OL | 0762/WN020 | Woonhuis                                                  |
| Voormalige brandweerkazerne                               | 1903                                    |           | Martinetstraat 32-34          | 51° 27' 42" NB, 5° 47' 39" OL | 0762/WN021 | Voormalige brandweerkazerne                               |
| Langgevelboerderij                                        |                                         |           | Oude Bakelseweg 26            | 51° 28' 12" NB, 5° 47' 10" OL | 0762/WN022 | Langgevelboerderij                                        |
| Voormalige boterfabriek Het Derp                          | 1893                                    |           | Oude Liesselseweg 30-32       | 51° 27' 33" NB, 5° 47' 43" OL | 0762/WN023 | Voormalige boterfabriek Het Derp                          |
| Sint-Jozefkerk                                            | 1919                                    |           | Sint Jozefstraat 35           | 51° 27' 8" NB, 5° 47' 6" OL   | 0762/WN043 | Sint-Jozefkerk                                            |
| Langgevelboerderij / voormalige bierbrouwerij "Het Anker" | 1994 (reconstructie)                    |           | Sint Jozefstraat 93           | 51° 26' 47" NB, 5° 47' 46" OL | 0762/WN044 | Langgevelboerderij / voormalige bierbrouwerij "Het Anker" |
| Villa Zonneweelde                                         | 1910                                    |           | Stationslaan 11               | 51° 27' 29" NB, 5° 47' 16" OL | 0762/WN024 | Villa Zonneweelde                                         |
| Woonhuis met bedrijfsruimte                               | 1916                                    |           | Stationsstraat 40             | 51° 27' 43" NB, 5° 47' 32" OL | 0762/WN025 | Woonhuis met bedrijfsruimte                               |
| Villa Rozenberg                                           | 1880                                    |           | Stationsstraat 51             | 51° 27' 41" NB, 5° 47' 30" OL | 0762/WN026 | Villa Rozenberg                                           |
| Onderdeel van villa Landzicht                             | 1791                                    |           | Stationsstraat 59             | 51° 27' 38" NB, 5° 47' 24" OL | 0762/WN027 | Onderdeel van villa Landzicht                             |
| Villa Wilbertshove                                        | Circa 1880-1882                         |           | Stationsstraat 69             | 51° 27' 36" NB, 5° 47' 21" OL | 0762/WN028 | Villa Wilbertshove                                        |
| Woonhuis                                                  | begin 20e eeuw                          |           | Stationsstraat 70             | 51° 27' 39" NB, 5° 47' 24" OL | 0762/WN029 | Woonhuis                                                  |
| Heemhuis                                                  | 1907                                    |           | Stationsstraat 73             | 51° 27' 34" NB, 5° 47' 16" OL | 0762/WN030 | Meer afbeeldingen                                         |

## Helenaveen
De plaats Helenaveen kent 6 gemeentelijke monumenten:
| Object                                           | Bouwjaar   | Architect | Locatie                | Coördinaten                   | Nr.        | Afbeelding                                       |
| ------------------------------------------------ | ---------- | --------- | ---------------------- | ----------------------------- | ---------- | ------------------------------------------------ |
| Protestantse en katholieke begraafplaats         | 1895       |           | Aardbeiweg             | 51° 22' 59" NB, 5° 54' 59" OL | 0762/WN031 | Protestantse en katholieke begraafplaats         |
| Waldeckerhoeve                                   | 1870 ??    |           | Geldersestraat 3-5     | 51° 23' 10" NB, 5° 55' 29" OL | 0762/WN032 | Waldeckerhoeve                                   |
| Woonhuis                                         | Circa 1910 |           | Geldersestraat 9       | 51° 23' 12" NB, 5° 55' 38" OL | 0762/WN033 | Woonhuis                                         |
| Kiepwagens met smalspoor                         | 1978       |           | Oude Peelstraat        | 51° 23' 28" NB, 5° 53' 57" OL | 0762/WN034 | Kiepwagens met smalspoor                         |
| School De Peelparel                              | ±1914      |           | Oude Peelstraat 10     | 51° 23' 19" NB, 5° 55' 3" OL  | 0762/WN035 | School De Peelparel                              |
| Voormalige personeelswoning turfstrooiselfabriek | 1882??     |           | Rector Nuijtsstraat 12 | 51° 23' 42" NB, 5° 55' 4" OL  | 0762/WN036 | Voormalige personeelswoning turfstrooiselfabriek |

## Liessel
De plaats Liessel kent 5 gemeentelijke monumenten:
| Object                                  | Bouwjaar   | Architect | Locatie           | Coördinaten                   | Nr.        | Afbeelding                              |
| --------------------------------------- | ---------- | --------- | ----------------- | ----------------------------- | ---------- | --------------------------------------- |
| Schop (schuur)                          | Circa 1860 |           | Garst 8           | 51° 24' 5" NB, 5° 49' 51" OL  | 0762/WN037 | Schop (schuur)                          |
| Hoeve de Hazeldonk                      | 1816       |           | Hazeldonkseweg 18 | 51° 24' 55" NB, 5° 47' 51" OL | 0762/WN046 | Hoeve de Hazeldonk                      |
| Voormalig hulppostkantoor D'n Posthoorn | 1914       |           | Hoofdstraat 49    | 51° 24' 47" NB, 5° 49' 21" OL | 0762/WN038 | Voormalig hulppostkantoor D'n Posthoorn |
| Voormalig schoolmeestershuis            | 1901       |           | Hoofdstraat 56    | 51° 24' 45" NB, 5° 49' 22" OL | 0762/WN039 | Voormalig schoolmeestershuis            |
| Langgevelboerderij                      |            |           | Rodegraafweg 18   | 51° 24' 35" NB, 5° 49' 53" OL | 0762/WN040 | Upload foto                             |

## Neerkant
De plaats Neerkant kent 2 gemeentelijke monumenten:
| Object                | Bouwjaar | Architect | Locatie        | Coördinaten                   | Nr.        | Afbeelding            |
| --------------------- | -------- | --------- | -------------- | ----------------------------- | ---------- | --------------------- |
| Langgevelboerderij    | 1910     |           | Meistraat 43   | 51° 21' 42" NB, 5° 52' 12" OL | 0762/WN041 | Langgevelboerderij    |
| Sint-Willibrorduskerk | 1956     |           | Dorpsstraat 31 | 51° 22' 13" NB, 5° 51' 54" OL | 0762/WN042 | Sint-Willibrorduskerk |

## Vlierden
De plaats Vlierden kent 7 gemeentelijke monumenten:
| Object                                                 | Bouwjaar                 | Architect | Locatie           | Coördinaten                   | Nr.        | Afbeelding                                             |
| ------------------------------------------------------ | ------------------------ | --------- | ----------------- | ----------------------------- | ---------- | ------------------------------------------------------ |
| Langgevelboerderij / Hofboerderij De Hees              | 1715 (afgebrand in 1893) |           | Hees 6            | 51° 27' 8" NB, 5° 45' 10" OL  | 0762/WN047 | Langgevelboerderij / Hofboerderij De Hees              |
| Langgevelboerderij de Vorst                            | Circa 1915               |           | Molenhuisweg 10   | 51° 25' 29" NB, 5° 46' 48" OL | 0762/WN048 | Langgevelboerderij de Vorst                            |
| Sint-Willibrorduskerk en begraafplaats                 | 1846                     |           | Pastoriestraat 22 | 51° 26' 41" NB, 5° 45' 29" OL | 0762/WN049 | Sint-Willibrorduskerk en begraafplaats                 |
| Voormalig Sint Lambertus klooster (Nu huize De Vliert) | 1906                     |           | Pastoriestraat 26 | 51° 26' 42" NB, 5° 45' 27" OL | 0762/WN050 | Voormalig Sint Lambertus klooster (Nu huize De Vliert) |
| Langgevelboerderij                                     | 1716                     |           | Schooteindseweg 7 | 51° 26' 48" NB, 5° 45' 10" OL | 0762/WN051 | Upload foto                                            |
| Voormalig raadhuis                                     | 1902                     |           | Vlierdenseweg 190 | 51° 26' 39" NB, 5° 45' 41" OL | 0762/WN052 | Voormalig raadhuis                                     |
| Langgevelboerderij                                     | 1894                     |           | Vloeieindseweg 5  | 51° 26' 37" NB, 5° 46' 10" OL | 0762/WN045 | Langgevelboerderij                                     |

's-Hertogenbosch ·
Alphen-Chaam ·
Altena ·
Asten ·
Baarle-Nassau ·
Bergeijk ·
Bergen op Zoom ·
Bernheze ·
Best ·
Bladel ·
Boekel ·
Boxtel ·
Cranendonck ·
Deurne ·
Dongen ·
Drimmelen ·
Eersel ·
Eindhoven ·
Etten-Leur ·
Lijst van gemeentelijke monumenten in Geertruidenberg ·
Geldrop-Mierlo ·
Gemert-Bakel ·
Gilze en Rijen ·
Goirle ·
Halderberge ·
Heeze-Leende ·
Helmond ·
Heusden ·
Hilvarenbeek ·
Laarbeek ·
Land van Cuijk ·
Maashorst ·
Meierijstad ·
Moerdijk ·
Nuenen, Gerwen en Nederwetten ·
Oirschot ·
Oisterwijk ·
Oosterhout ·
Oss ·
Reusel-De Mierden ·
Roosendaal ·
Someren ·
Son en Breugel ·
Lijst van gemeentelijke monumenten in Steenbergen ·
Tilburg ·
Valkenswaard ·
Vught ·
Waalre ·
Waalwijk ·
Woensdrecht ·
Zundert